# Carlos I de Mecklemburgo
Carlos I, duque de Mecklemburgo[-Güstrow] (28 de diciembre de 1540 en Neustadt-22 de julio de 1610 en Güstrow), fue el duque de Mecklemburgo reinante en la parte Mecklemburgo-Güstrow del país.
Fue el hijo más joven del duque Alberto VII y su esposa, Ana de Brandeburgo. Entre 1564 y 1610, Carlos fue administrador de la comandancia de la Orden de San Juan en Mirow.  Tras las muertes de sus hermanos mayores Juan Alberto I en 1576 y Ulrico en 1603, se convirtió en el duque reinante de Mecklemburgo-Güstrow desde el 14 de marzo de 1603 hasta su muerte. También actuó como tutor y regente de sus sobrinos-nietos Juan Alberto II y Adolfo Federico I, quien había heredado Mecklemburgo-Schwerin de Juan Alberto I en 1576. Entre 1592 y 1610, fue también administrador diocesano del obispado de Ratzeburg.
Cuando en 1603 Juan VII de Mecklemburgo-Schwerin murió, Carlos I encargó a la viuda de Juan, Sofía de Schleswig-Holstein-Gottorp con la tutela y la regencia de Mecklemburgo-Schwerin en nombre de sus hijos menores Adolfo Federico I y Juan Alberto II. En 1608, Carlos pidió al emperador declarar a Adolfo Federico I mayor de edad.